# Kooigoed
Kooigoed of Hottentotskooigoed (Xhosa: Imphepho) (Helichrysum petiolare Hilliard & B.L.Burtt) is een endemische plant uit de Asteraceae uit de provincies West-Kaap en Oost-Kaap van Zuid-Afrika.
De plant staat als van minste zorg (LC) op de Zuid-Afrikaanse Rode Lijst.
De naam kooigoed verwijst naar het feit dat de Khoi waarmee de Nederlandse kolonisten in aanraking kwamen, dit kruid gebruikten om hun beddengoed (kooi = bed) mee op te vullen. Het rook lekker en had insectenwerende eigenschappen. De lokale bevolking heeft er nog een andere bestemming voor. Het wordt door sangoma's gebruikt als een soort wierook en verbrand bij rituelen die tot doel hebben de geesten van de voorouders op te roepen. Het inademen van de dampen leidt tot het ervaren van lucide dromen. De Engelse naam licorice plant verwijst naar de drop-achtige geur van de plant.

## Galerij

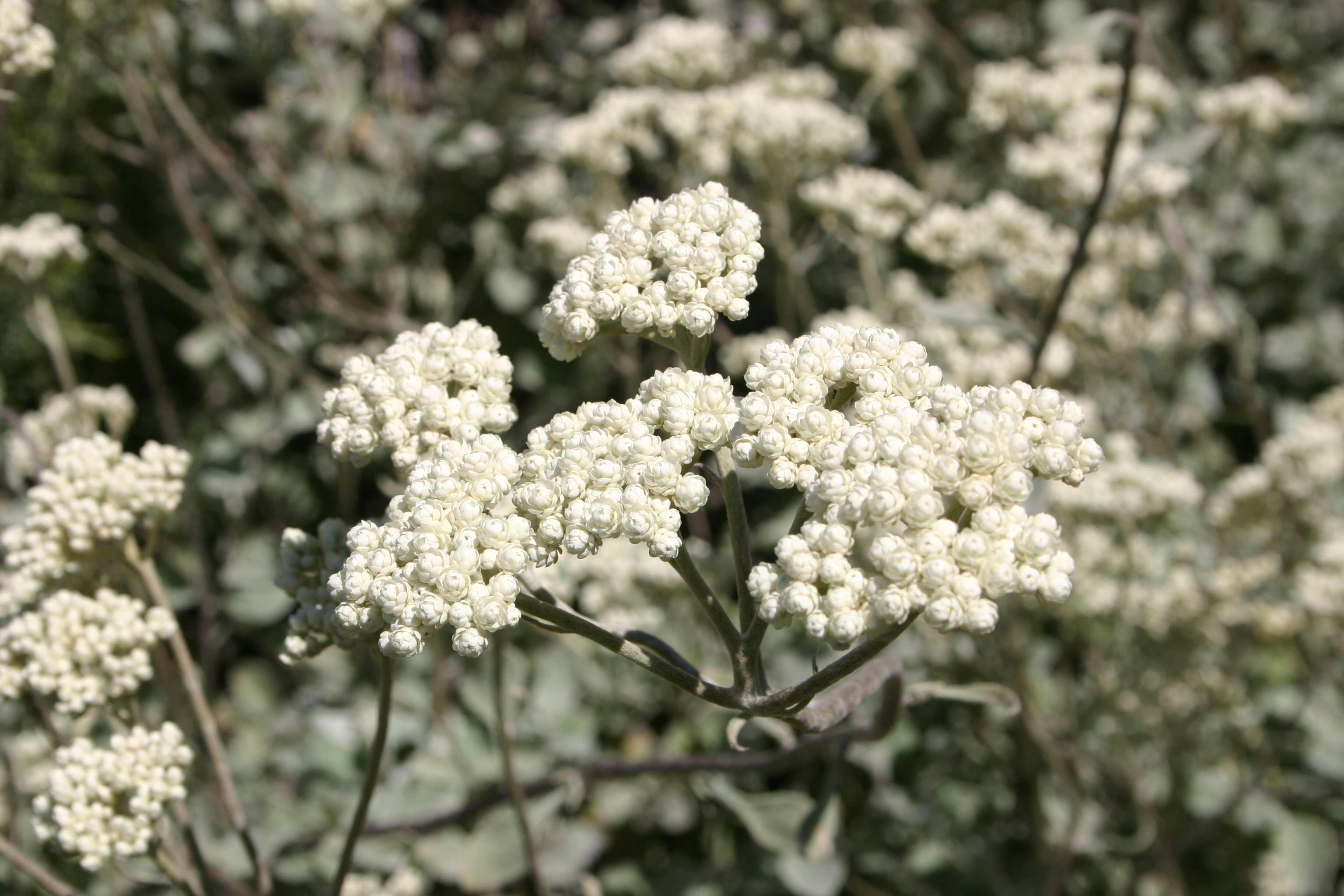
Bloesem
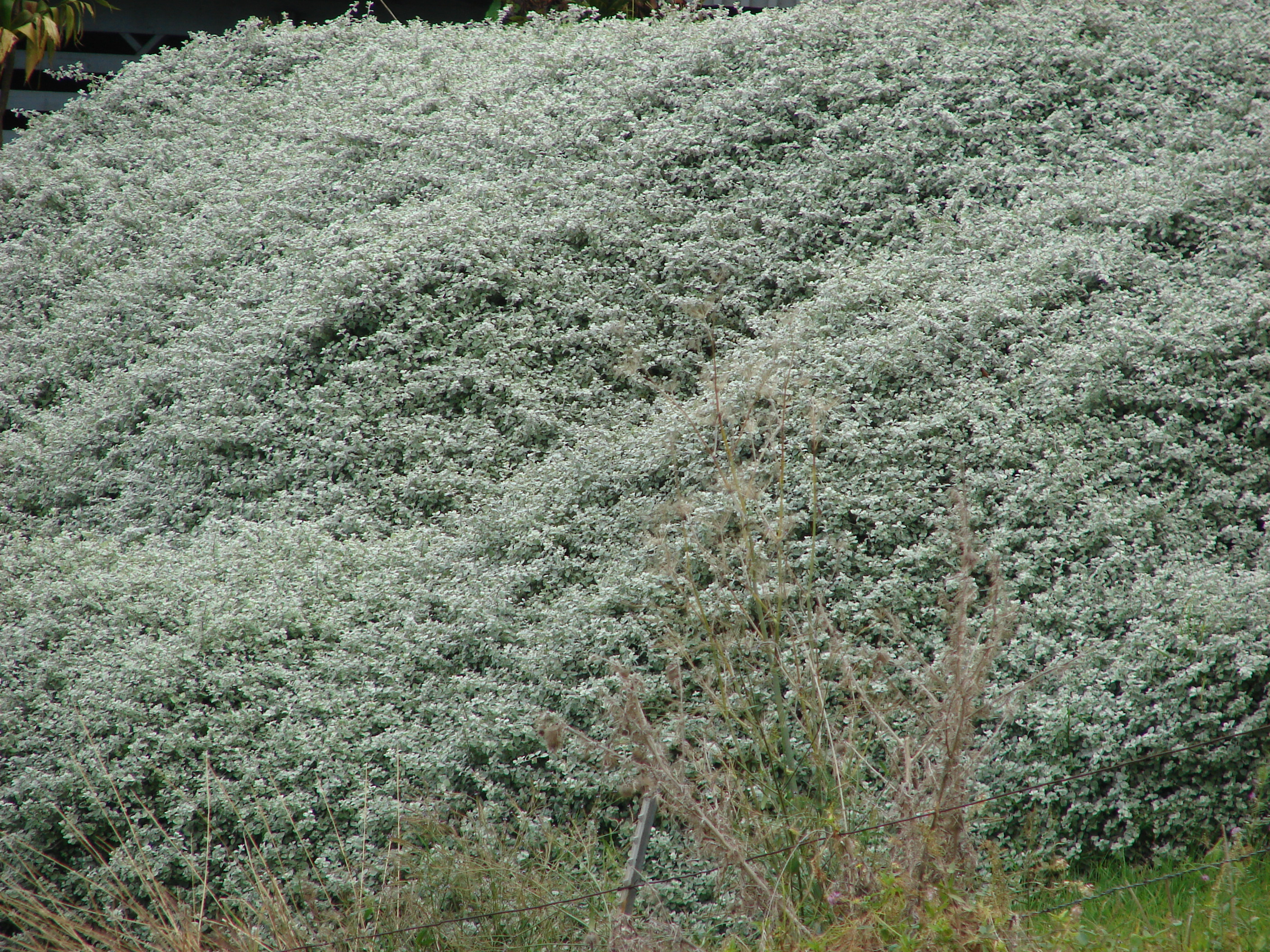
Struik
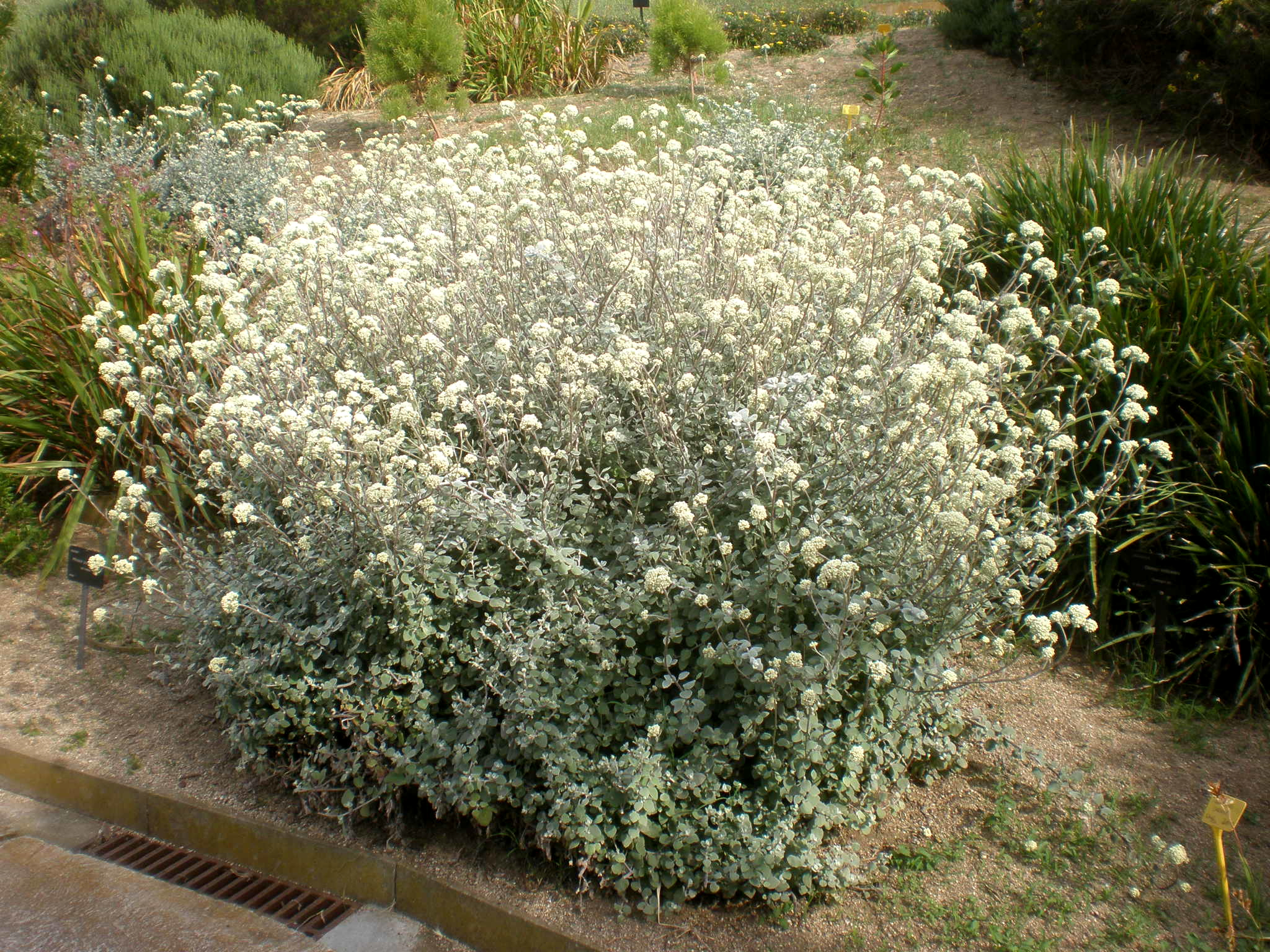
Bloeiende struik